# Rebecca Bace
Rebecca "Becky" Gurley Bace (1955 - 2017) fue una experta estadounidense en seguridad informática, y pionera en detección de intrusos. Trabajó durante 12 años en la Agencia de Seguridad Nacional (NSA) de Estados Unidos, donde desarrolló el programa de investigación "Computer Misuse and Anomaly Detection" (CMAD) para la detección de anomalías informáticas y mal uso de ordenadores. Fue conocida como la "madre de la guarida de la seguridad informática". También fue influyente en las primeras etapas del capital de riesgo de la comunidad de inteligencia, y jugó un papel importante en las inversiones del Silicon Valley en tecnología de seguridad cibernética.

## Sus primeros años y su educación
Becky Bace creció en Alabama rural con seis hermanos y fue diagnosticada con epilepsia en la adolescencia. Su madre fue una novia de guerra de Japón después de la Segunda Guerra Mundial y su padre fue un teamster autodidacta en Alabama. Debido a la actitud predominante en aquel tiempo sobre la enfermedad de la epilepsia y sobre los estereotipos de género, su neurólogo fundamentalmente le sugirió que se quedara en la casa cumpliendo roles tradicionales de la mujer, y que tratara de superar su discapacidad mientras cursara la escuela secundaria.
Rebecca Bace señaló a una bibliotecaria local y amiga de la familia llamada Bertha Nel Allen, como la persona que la estimuló a continuar estudios universitarios, y que la orientó en relación con la solicitud de becas de estudio, para así poder financiar su carrera terciaria.
Fue así como obtuvo el apoyo de fundaciones benéficas ya mientras cursaba su último año en la escuela secundaria, y en 1973 fue aceptada en la Universidad de Alabama en Birmingham (UAB), como la única mujer habilitada a inscribirse y cursar en la escuela de ingeniería (en inglés: School of Engineering). Debido a dificultades financieras que Rebecca Bace tuvo que afrontar, así como a sus frecuentes interrupciones en los estudios para poder dedicar tiempo a empleos remunerados, le tomó ocho años obtener su título académico.
Fue así como Bace comenzó a interesarse en la informática ya desde sus inicios, mientras trabajaba con tarjetas perforadas y programaba en lenguajes Fortran y Cobol, utilizando un mainframe IBM, y mientras paralelamente enseñaba en un laboratorio de ingeniería. Y cumpliendo esas funciones, fue contactada por un par de técnicos de Xerox, quienes estaban interesados en cumplir con los requisitos de la llamada discriminación positiva respecto de grupos minoritarios; y fue así como Becky Bace aceptó este desafío, pasando a reparar máquinas fotocopiadoras marca Xerox; de esa experiencia, diría que tuvo que enfrentar sesgos de género y raza, ya que "a veces los clientes armaban un escándalo por tener que lidiar con ella, porque creían que no les habían asignado a la persona más competente en la materia, y a pesar de que ella era más atenta, respetuosa, educada, competente, y aplicada, que la mayoría de los hombres con quienes trataba".

## Carrera
Después de graduarse en 1984, Becky Bace comenzó a trabajar en la Agencia de Seguridad Nacional (NSA), y mientras buscaba un trabajo flexible que le permitiera cuidar a su hijo autista, que luego fue diagnosticado con leucemia; posteriormente, asumió una asignación en 1989 en el Centro Nacional de Seguridad Informática (NCSC por su sigla en inglés). El NCSC (National Computer Security Center) se constituyó como parte de la NSA expresamente para tratar problemas de seguridad informática para el Departamento de Defensa y la comunidad de inteligencia, y entonces Bace se desempeñó como gerente de programa para la investigación de detección de intrusos, específicamente en la transferencia de investigación en el relativamente nuevo mercado de productos de seguridad comercial. Sin duda ella jugó un rol fundamental en la aprehensión de Kevin Mitnick, demostrando que el rastreo y la captura eran posibles más allá del contexto teórico. También proporcionó parte de los fondos iniciales para laboratorios de seguridad informática en la Universidad de California en Davis (en inglés: 'UC Davis' o 'UCD') así como en la Universidad Purdue (en inglés: 'Purdue University').
Luego de la muerte de su hijo, Bace fue a servir como oficial adjunto de seguridad en el 'Laboratorio Nacional de Los Álamos' (en la 'División de Informática, Comunicaciones e Información'). Posteriormente y en 1998, dejó Los Álamos e inició 'Infidel Inc', una empresa de consultoría en seguridad. En el año 2002, firmó como consultora de capital de riesgo en 'Trident Capital' (en 'Silicon Valley'). Bace también se desempeñó brevemente como Vicepresidente Técnico de la Práctica de Seguridad Cibernética para In-Q-Tel, el brazo de inversión de la Comunidad de Inteligencia de Estados Unidos. Y antes de su fallecimiento, también se desempeñó como estratega jefe del 'Centro de Ciencias Forenses, Informática y Seguridad (CFITS)' en la 'Universidad de Alabama del Sur'.
Como capitalista de riesgo, brindó asesoramiento experto a una generación de nuevas empresas de seguridad, incluidas Qualys, Sygate, iRobot, Arxan Technologies, HyTrust, Neohapsis, y Zentera Systems.
Falleció en Birmingham, Alabama, el 14 de marzo de 2017, a la edad de 61 años. En su obituario publicado en 'The Birmingham News', se recordaron sus principales aportes, realizaciones, y orientaciones profesionales, con las siguientes palabras:

Cita: Becky was currently the Chief Strategist in the Center for Forensics and IT Security at the University of South Alabama and President/CEO of Infidel.net. She was a pioneer in cybersecurity research, having a career that began at the National Security Agency, before moving on to Los Alamos National Laboratory and then on to a number of private sector positions. She was an author and recognized leader in her field. Her most favorite role was that of mentor and teacher.
Traducción de la cita: Becky se desempeñó como la estratega principal en el Centro de informática forense y seguridad informática (en inglés: Center for Forensics and IT Security) de la University of South Alabama, así como presidente/CEO de Infidel.net. Fue pionera en ciberseguridad, desarrollando una carrera que comenzó en la National Security Agency, continuando luego en Los Alamos National Laboratory así como en varias instituciones privadas. Fue una reconocida autora y una  líder en su campo;su rol preferido fue el de mentor y maestro.

## Publicaciones, artículos, y vídeos de Rececca Bace

### Libros
- Rebecca Gurley Bace, Intrusion Detection, Macmillan Technical, 2000, ISBN 1578701856.[20]

- Rebecca Gurley Bace, Fred Chris Smith, A Guide to Forensic Testimony: The Art and Practice of Presenting Testimony as an Expert Technical Witness, Addison-Wesley Professional, octubre de 2002, ISBN 0201752794.[21]

### Vídeos
- A vision for future cybersecurity: Rebecca Bace explains what we need to do to consolidate our efforts in cybersecurity so that we can instigate a new generation of techniques and applications, resumen de su presentación en la O'Reilly Security Conference, New York, 30 de octubre a 2 de noviembre de 2016, en representación del 'Center for Forensics, Information Technology and Security (CFITS)' de la 'Universidad de Alabama del Sur'.

- A vision for future cybersecurity: Rebecca Bace explains what we need to do to consolidate our efforts in cybersecurity so that we can instigate a new generation of techniques and applications, versión completa en el sitio digital 'Safari books on line' de la presentación en la O'Reilly Security Conference, New York, 1 de noviembre de 2016.